# Rodolfo Blasco
Rodolfo Blasco (Argentina, ? – La Plata, Buenos Aires, Argentina, 18 de novembre de 1961) va ser un actor i director de cinema amb una àmplia trajectòria en els mitjans. Va treballar com a director de fotonovel·la i va actuar en dues pel·lícules. En teatre, es va lluir al costat de l'actriu Josefa Goldar. Després es va dedicar a la direcció de cinema, primer com a assistent i posteriorment com a director de tres films.
Integra el 1946 la llista de la "Agrupación de Actores Democráticos", en ple govern de Juan Domingo Perón, i la junta directiva del qual estava integrada per Pablo Racioppi, Lydia Lamaison, Pascual Nacaratti, Alberto Barcel i Domingo Mania.
El 18 de novembre de 1961 quan tornava de presenciar l'estrena del film Quinto año nacional a La Plata, va morir en un accident de trànsit en el qual també van morir el fotògraf Abelardo Ortega i els actors Luis Calán i Gastón Marchetto i va quedar greument ferit l'actor Antonio Bianconi. Les seves despulles descansen en el Panteó de SADAIC de l'Associació Argentina d'Actors del Cementiri de la Chacarita.

## Obres

### Teatre
- Historia del hombre que casó con una mujer muda (1943)
- Guasamayo (1943)

### Director
- Los que verán a Dios (1961)
- Quinto año nacional (1961)
- La madrastra (1960)

### Actor
- Patrulla Norte (1950)
- Hombres a precio (1949)

### Assistent de direcció
- Los hampones (1955)
- Muerte civil (1954)
- Corazón fiel (1951)